# Leonhard Halmanseger
Leonhard Halmanseger (* 16. Oktober 1892 in Dürrnhaar, Gemeinde Aying; † 5. Februar 1991 in Bad Tölz) war ein deutscher Kriminalbeamter, SS-Hauptsturmführer und Nachrichtenchef bei der Geheimen Staatspolizei. In der Bundesrepublik baute er das Bayerische Landesamt für Verfassungsschutz mit auf.

## Leben
Leonhard Halmanseger war 1914 Schutzmann bei der Polizeidirektion in München geworden. Seit den frühen 1920er Jahren gehörte er der „Politischen Abteilung“ an, die „einen strammen rechten Kurs“ verfolgte. In NS-Zeiten (also ab 1933) galt seine Einstellung zum nationalsozialistischen Staat als „gefestigt“. Er kam in die neugegründete Bayerische Politische Polizei (BPP). Mit dem von ihm dort aufgebauten Spitzelsystem gelang es ihm, fast alle kommunistischen Widerstandsgruppen auszuschalten. 1934 ging er mit Heinrich Müller als Gestapobeamter nach Berlin. Im Reichssicherheitshauptamt leitete er die Nachrichtensammelstelle. Seit 1938 gehörte er der SS an, wo er 1939 den Rang eines Hauptsturmführers erreichte. Am 30. Juni 1941 beantragte er die Aufnahme in die NSDAP und wurde am nächsten Tag aufgenommen (Mitgliedsnummer 8.740.831). 1943 folgte die Beförderung zum Kriminalkommissar.
Halmanseger führte eigene Verschlüsselungsverfahren ein. Wenn auf einer Karte 044 G 127 stand, bedeutete das München (44), Gewährsmann (G) und dessen Agentennummer 127. Die Indexkarte wies auch eine Farbe auf, die sich auf das Arbeitsfeld des Agenten bezog: Rot für Kommunisten, Rosa für Sozialdemokraten, Blau für Kirche, Grün für Rechtsopposition, Gelb für Abwehrangelegenheiten und Weiß für Verschiedenes.
Nach dem Zweiten Weltkrieg behauptete er, keine Verbrechen begangen zu haben. Er bezweifelte, ob man die „Abwehr gegen den Kommunismus als unsittlich“ bezeichnen könne. So erfolgte 1948 die Entnazifizierung nur als „Mitläufer“ (Gruppe IV).
1951 lehnte die US-Besatzungsmacht zwar die Verwendung Halmansegers beim neuerrichteten Bayerischen Landesamt für Verfassungsschutz (LfV) unter Hinweis auf dessen Vergangenheit ab. Der damalige Bayerische Innenminister Wilhelm Hoegner (SPD) jedoch machte ihn zum Beamten der Bayerischen Grenzpolizei und ließ ihn faktisch für den Verfassungsschutz arbeiten. Auch andere vorbelastete Verfassungsschutzmitarbeiter wurden zunächst offiziell Bedienstete der Grenzpolizei.
Unter dem Eindruck des Kalten Krieges nahmen die Vorbehalte der US-Dienststellen gegen die „erfahrenen“ Antikommunisten ab, so dass Personen wie Halmanseger nun offiziell zum Verfassungsschutz versetzt werden konnten. Er sei schließlich „ein seit Jahrzehnten auf dem Gebiet des politischen Nachrichtenwesens erfahrener Beamter“, wie es in einem Schreiben des LfV vom 14. März 1953 hieß.
1957 trat er in den Ruhestand und starb 1991 in Bad Tölz.